# 奇尔德斯号事件
48°19′00″N 4°35′50″W / 48.31667°N 4.59722°W

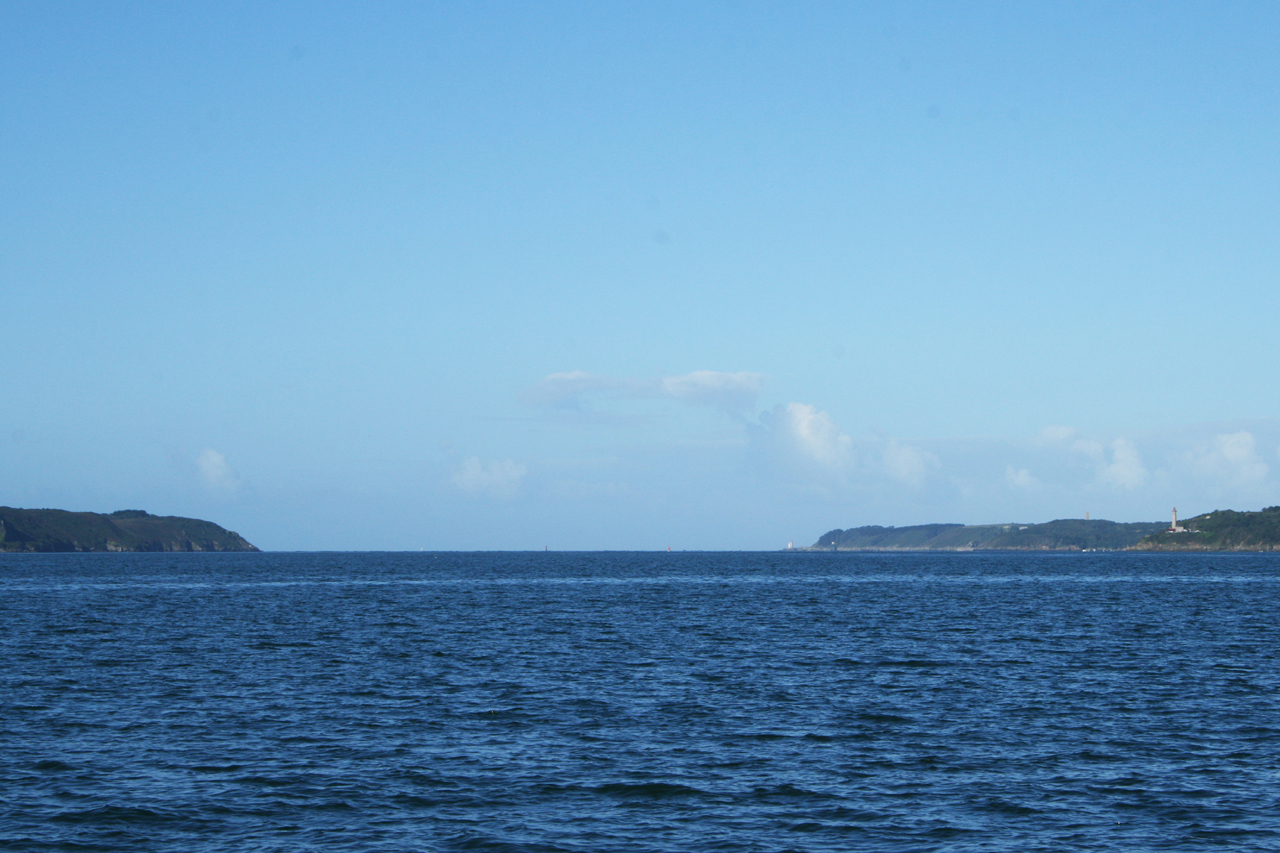
布雷斯特海峡

1793年1月2日的奇尔德斯号事件打响了法国大革命战争中英法两国交锋的第一枪，亦宣告了两国长达23年的战争第一阶段的开始。1789年法国大革命爆发，大不列颠王国与法兰西第一共和国关系逐步恶化。法国陷入政治与社会动荡，法国海军大西洋首要基地布雷斯特为共和派活动的最主要温床之一；1790年此地爆发了大规模的兵变。
1月2日，英國皇家海軍中校罗伯特·巴洛受命指挥一艘小型英军舰艇——14门炮双桅横帆船奇尔德斯号驶入布雷斯特湾，对法国舰队战备状况进行侦察。奇尔德斯号进入布雷斯特海峡时，挂三色旗的法军炮台对其进行了炮击。巴洛明确表示其所驶舰船为中立方船只，但法军仍旧持续炮击，直至舰船撤退。一枚48英磅（22）炮弹击中奇尔德斯号，但其船员安然无恙。本次事件意义无关紧要，双方损失有限且均无人员伤亡，但仍旧为英法关系发展过程中的一重要里程碑。1793年2月1日，两国正式开战。

## 背景
1789年法国大革命爆发，新建立的法兰西第一共和国与其欧洲邻国关系迅速恶化。1791年4月，奥地利与普鲁士发布《皮尔尼茨宣言》，宣告支持法国国王路易十六。1792年2月，奥地利同普鲁士正式宣布结盟，作为回应，1792年4月20日法国国民立法议会对奥地利宣战，第一次反法同盟战争爆发。由于欧洲诸海上列强保持中立，战争开始阶段的战事局限于陆上。1792年8月法王被捕，战火蔓延至意大利北部，反法同盟海上战事于地中海打响。
英国在战争开始阶段保持中立。首相小威廉·皮特对大革命的暴行与乱局并无好感，但亦无意将英国带入一场由东方君主专制国家挑起的战争。即便如此，英国皇家海军仍旧对战争进行了充分的准备，早在1790年努特卡危机时即开始武装。法国大西洋舰队境况糟糕，其首要基地布雷斯特于1790年和1791年两次遭遇大规模兵变，海军军官逃兵率时超80%。然而，即便是在共和情绪高涨且指挥困难的情况之下，大西洋舰队本身仍旧实力坚强，自1780年代起即开始持续扩张和改进（与此相关的增税举措一定程度上造成了1789年革命的爆发）。

## 经过

布雷斯特湾地图

英国海军部对法国大西洋舰队的实力十分担忧。1792年年末，海军部下令罗伯特·巴洛中校指挥小型英军舰艇——14门炮双桅横帆船奇尔德斯号驶入布雷斯特湾，对法国舰队战备状况进行侦察。
1793年1月2日，奇尔德斯号在阴天及小而不稳的风势下驶往布雷斯特湾。进入布雷斯特港的唯一途径为狭窄的布雷斯特海峡，位于北岸的小猫角与波尔齐克角和南岸罗斯康韦勒半岛的西班牙人角之间，战略地位重要，两岸设防严密。奇尔德斯号驶入海峡时，南岸一堡垒自0.75海里（1.39）处对其开炮，炮弹越过舰船落入海中。
巴洛认为此炮仅为警告，法方应当是将奇尔德斯号（未挂旗）误认为敌军舰船，于是下令挂起英国海军旗及海峡舰队三角旗，明确表示奇尔德斯号为中立英国舰船，然后借水势向海岸靠近。法方炮台则相应挂起三色旗及红色三角旗，诸炮台亦纷纷效仿。奇尔德斯号突然遭到48磅大型加农炮猛烈炮击。
由于风力不足，巴洛下令船员全力划桨，使奇尔德斯号远离炮台。舰船本身体型较小，炮击难以命中，在阵风的协助之下其最终得以撤离。一枚炮弹击中舰船，将船上一门4磅加农炮击作三截，但船员均安然无恙。

## 事后

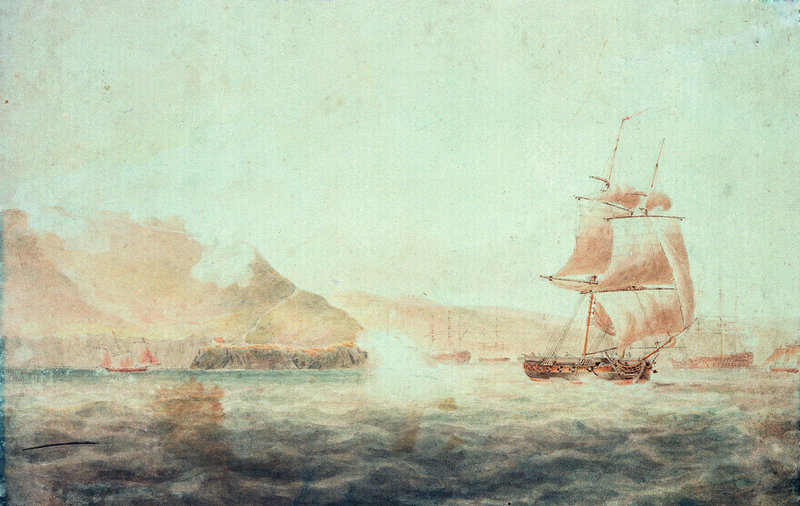
法国炮台对奇尔德斯号开火；国家航海博物馆

巴洛迎英吉利海峡烈风于1月4日返回英国，停泊于康沃尔郡福伊，然后立即乘马车前往伦敦海军部，1月11日抵达。作为证据，巴洛亦携带了事件中的48英磅（22）加农炮弹；英国史学家威廉·詹姆斯称其显示了“新共和国的强烈敌对态度”。1825年史学家爱德华·佩勒姆·布伦顿则认为法方的敌对态度情有可原，称“在当时欧洲动乱局面之下，奇尔德斯号及其艦长没有理由至布雷斯特堡垒间进行窥探；假如我方于尼德爾斯和圣海伦斯间见一法国战舰妄自窥探，本人认为在此情况下我方绝对有理由对其开战”。
1月21日路易十六于巴黎被处决，三日后英国宣布驱逐法国駐英大使。2月1日法国国民公会对大不列颠王国宣战。1793年3月大西洋海战正式打响，一法国海军分舰队出海作战，但遭遇兵变，被迫撤回。1793年1月2日英法于布雷斯特交手之后，两国战事将一直持续至1815年，仅于1802年至1803年间中断14个月。